# Billy and Billie
 (décembre 2015).
Si vous disposez d'ouvrages ou d'articles de référence ou si vous connaissez des sites web de qualité traitant du thème abordé ici, merci de compléter l'article en donnant les références utiles à sa vérifiabilité et en les liant à la section « Notes et références ».
Billy and Billie est une série télévisée américaine créée par Neil LaBute, diffusée depuis le 3 mars 2015 sur DirecTV.

## Synopsis
Une série télévisée qui suit un (demi) frère et une (demi) sœur pendant qu'ils tentent de naviguer dans leur roman tabou. Ils vont devoir affronter les regards et les jugements des autres.

## Distribution

### Acteurs principaux
- Adam Brody : Billy Jones
- Lisa Joyce : Billie Smith

### Acteurs récurrents
- Gia Crovatin (en) : Drew
- Phil Burke : Tom
- Li Jun Li : Denise
- Jake Lacy : Keith
- Jan Maxwell : Candice
- Victor Slezak : James Jones
- Katie Paxton : September
- carson petit frere

## Production

### Casting
Les personnages principaux sont respectivement interprétés par Adam Brody et Lisa Joyce.

### Fiche technique
- Titre original : Billy and Billie
- Réalisation et scénario : Neil LaBute[2]
- Direction artistique : Neil Patel
- Décors : Michele Spadaro ; Caleb Levengood
- Costumes : Sarah J. Holden
- Photographie : Joe Zizzo
- Casting : Abbie Brady-Dalton
- Production exécutive : Tim Harms, Neil LaBute, Chris Long, Bart Peters
- Société de production : DirecTV
- Société de distribution : DirecTV
- Pays d'origine :  États-Unis
- Langue originale : anglais
- Format : couleur - 1,78:1 - son Dolby Digital
- Genre : comédie, romance
- Durée : minutes

 Sauf indication contraire, les informations mentionnées dans cette section peuvent être confirmées par la base de données cinématographiques IMDb,  présente dans la section « Liens externes ».

## Épisodes
La série ne compte qu'une seule saison de dix épisodes au format de 25 minutes. DirecTV n'a pas encore annoncé la confirmation d'une deuxième saison ni l'annulation de la série.
1. titre original inconnu (Come As You Are) viens comme tu es
2. titre original inconnu (In Bloom) en fleurs
3. titre original inconnu (Drain You) vous egouter
4. titre original inconnu (Breed) race
5. titre original inconnu (Something in the Way) Quelque chose en chemin
6. titre original inconnu (Endless, Nameless) sans fin sans nom
7. titre original inconnu (Territorial Pissings)
8. titre original inconnu (Stay Away) reste loin
9. titre original inconnu (Lithium)
10. titre original inconnu (Smells Like Teen Spirit) Sent comme de l'alcool d'ados

Sources des titres originaux,